# ユホ・ハンニネン
ユホ・ハンニネン（Juho Hänninen, 1981年7月25日 - ）は、フィンランド出身のラリードライバー。2010年インターコンチネンタル・ラリー・チャレンジ (IRC)、2011年S2000世界ラリー選手権 (SWRC)、2012年ヨーロッパラリー選手権 (ERC) チャンピオン。

## 略歴

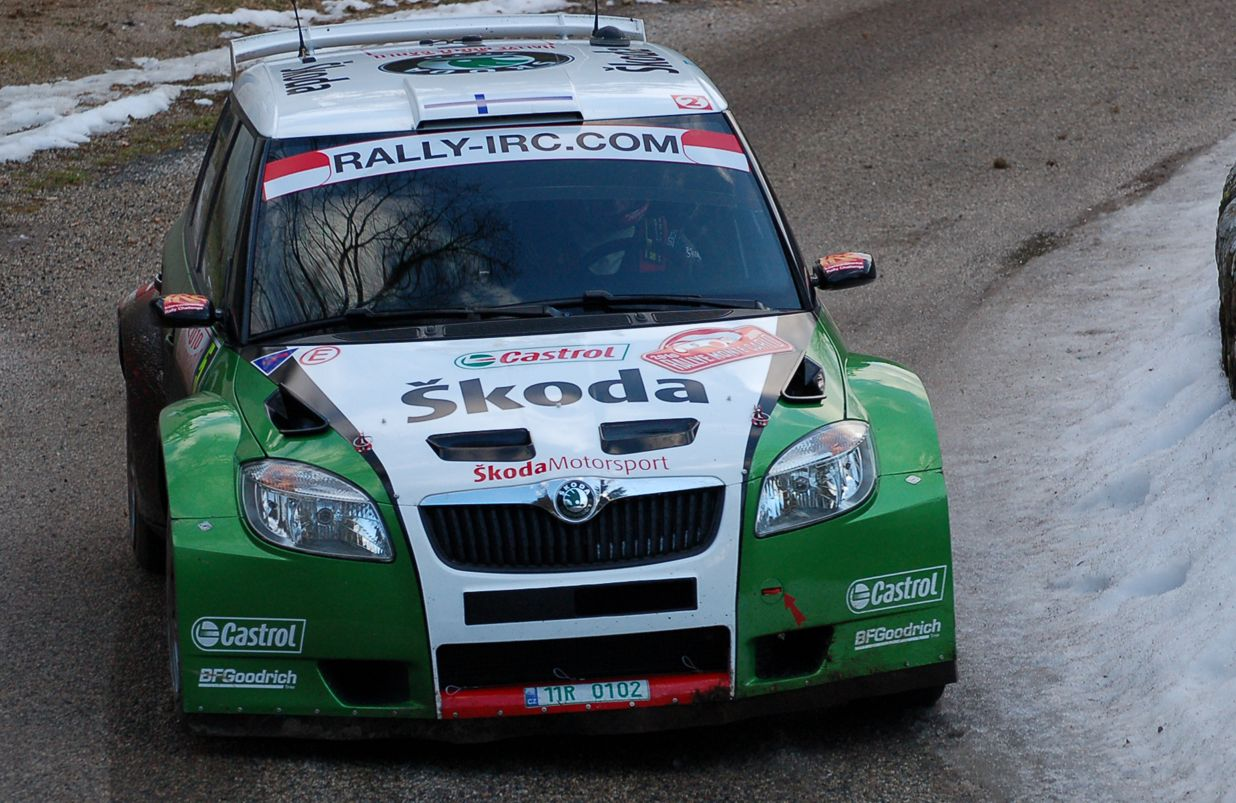
2010年IRCモンテカルロ

2003年にフィンランドラリー選手権でラリーデビューし、その翌年にホンダ・シビックタイプRでフィンランド国内選手権ジュニアチャンピオンを獲得。2007年から三菱・ランサーエボリューションⅨでプロダクションカー世界ラリー選手権 (PWRC) に参戦し、2008年には3勝してランキング2位を獲得。同年、プジョー・207 S2000でIRCに参戦。
2009年よりシュコダのワークスドライバーとなり、ヤン・コペッキーと共にチームを牽引。ファビア S2000を駆り、2010年にIRC（インターコンチネンタル・ラリー・チャレンジ）、2011年SWRC（S2000WRC）、2012年にERC（ヨーロッパ・ラリー選手権）と、異なるビッグシリーズで3年続けてチャンピオンを獲得し、当代最強のスーパー2000遣いとして君臨した。IRCでの通算11勝は全参戦ドライバー中1位の記録である。
世界ラリー選手権 (WRC) には2006年からプライベーターとして三菱の型落ちWRカーやランサーエボリューションIX、シュコダなどでスポット参戦を続けた。シュコダを離れたあと、2013年はフォード（Mスポーツ）からスポット参戦しつつ、ヒュンダイの新車i20 WRCの開発を担当。2014年はヒュンダイからスポット参戦したが、目覚ましい戦果を挙げるには至らなかった。

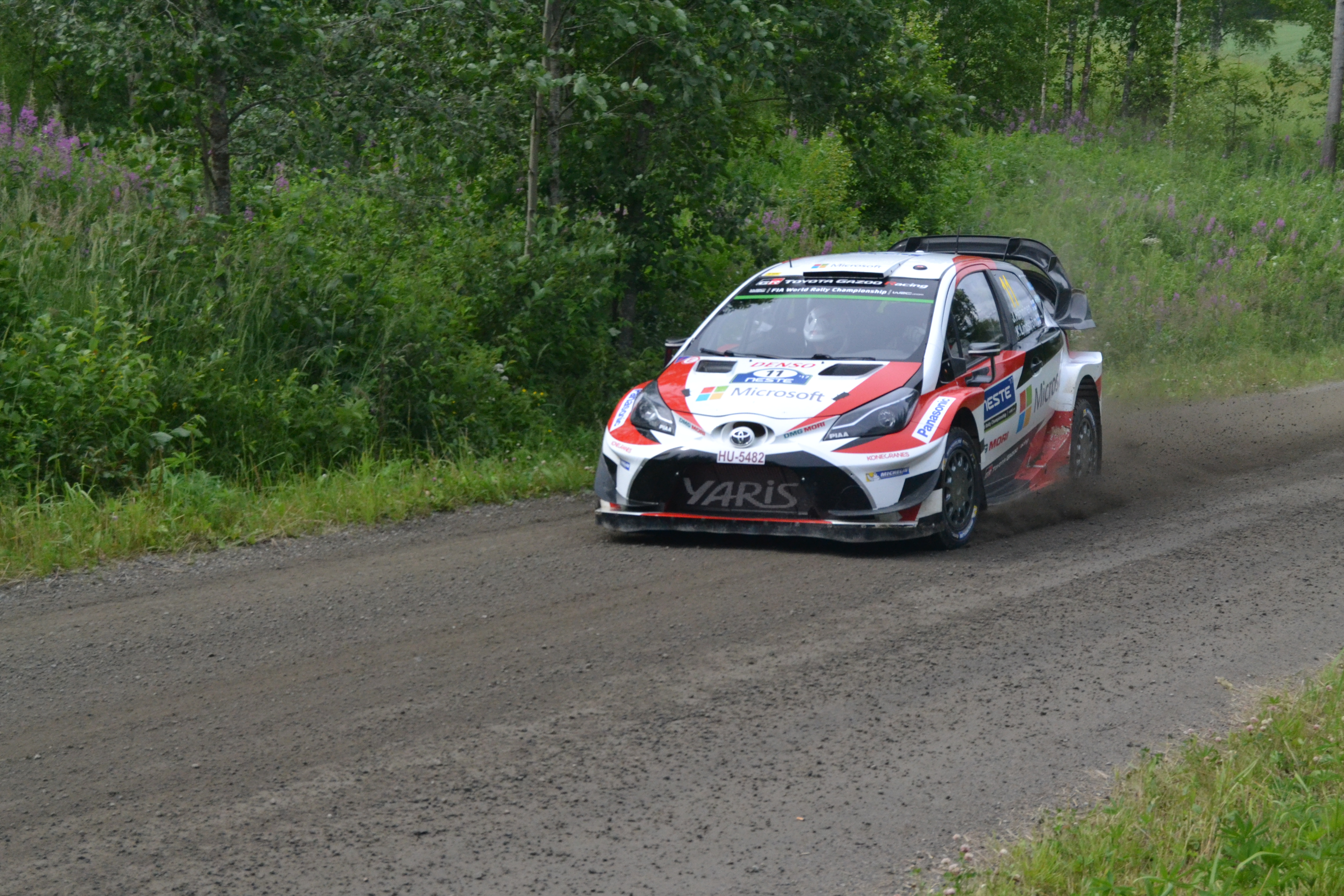
2017年フィンランド

業界内でテストドライバーとしての評価が高かったハンニネンは、2016年にトヨタのテストドライバーとなり、新車ヤリスWRCの開発を担当。2017年に35歳にして初めてWRCにフル参戦することが決定した。シーズン序盤は攻め過ぎもありチームメイトに比べてペース不足やクラッシュが目立ったが、第9戦母国フィンランドでは上位陣の脱落にも助けられ初のWRC3位表彰台を獲得した。なおこれはコ・ドライバーのカイ・リンドストロームにとってはトミ・マキネンと組んでいた2003年のラリーGB以来のWRC表彰台にもなった。続くドイツとスペインでも、チームメイトのヤリ＝マティ・ラトバラとエサペッカ・ラッピが脱落する中で一人好走を見せ4位を獲得したが、直後にオット・タナクがトヨタに加入することになり、ハンニネンは正ドライバーの座を失うことが決まった。また最終戦からリンドストロームがスポーティングディレクターに就任するため、ハンニネンも最終戦を欠場することになった。しかしシートを失ってもマキネンやトヨタとの関係は良好で、2018年からはセーフティクルーとしてコースの状況をドライバーに伝える役割を担っている他、ヤリスWRCのテストドライブ、テスト時のコ・ドライバー、勝田貴元のコーチなども行っている。また同年の全日本ラリー選手権の新城ラリーでは、ヤリスWRCのデモランを披露している。2019年は第8戦イタリアに4台目のヤリスWRCで2017年のラリーGB以来1年8ヶ月振りに、1戦限りだが競技復帰を果たした（結果はトラブルによりデイリタイア）。
2020年にはヤリ＝マティ・ラトバラのコ・ドライバーとして2戦限りだがWRCに復帰した。なおハンニネンがラトバラのコ・ドライバーをするのはこれが初めてではなく、以前からフィンランド国内選手権に二人で参戦していた。
2022年からデビューのトヨタ・GRヤリス ラリー1の開発テストでは、最初にステアリングを握った。
2023年WRCラリー・フィンランドでもラトバラのナビとしてスポット参戦し、総合5位で完走した。